# 長野赤十字病院
長野赤十字病院（ながのせきじゅうじびょういん）は、長野県長野市にある医療機関である。日本赤十字社長野県支部が設置する病院である。

## 沿革

### 長野赤十字病院
- 1871年 - 1872年（明治4 - 5年）頃 - 長野町周辺在住者 医学研究所開所として開設。
- 1875年（明治8年） - 長野県公立病院に改組。
- 1876年（明治9年） - 西町西方寺に移転。
- 1886年（明治19年） - 長野町外4ヶ町村公立病院と改称。
- 1897年（明治30年） - 長野市立病院と改称。
- 1904年（明治37年）
  - 4月1日 - 長野市立病院を前身とし、日本赤十字社長野支部病院（内科・外科）発足以後、明治38年に産婦人科・眼科・耳鼻咽喉科、明治40年に歯科を開設。
- 1943年（昭和18年）
  - 1月1日 - 長野赤十字病院に改称。
- 1945年（昭和20年）
  - 4月28日 - 松本陸軍病院赤十字病院と改称。
  - 5月 - 長野陸軍病院長野赤十字病院と改称。
  - 11月 - 長野赤十字病院と改称。
- 1957年（昭和32年）
  - 5月4日 - 総合病院名称承認。
- 1981年（昭和56年）
  - 10月1日 - 救命救急センターを開設。
- 1995年（平成7年）
  - 4月1日 - 長野市在宅介護支援センター長野赤十字病院を開設。
  - 10月1日 - 長野赤十字訪問看護ステーションを開設。
- 2004年（平成16年）
  - 6月12日 - 創立百周年記念式典を開催。
- 2007年（平成19年）
  - 6月1日 - 病後時保育施設「ゆりかご」を設置。
- 2008年（平成20年）
  - 4月1日 - 長野赤十字上山田病院を休止し診療所に移行、長野赤十字病院に附属させ、長野赤十字病院附属上山田診療所を開所。
  - 4月1日 - 循環器病センター開設。
- 2009年（平成21年）
  - 3月4日 - 長野県災害派遣医療チーム（長野県DMAT）指定病院。
  - 3月31日 - 長野赤十字上山田病院閉院。長野赤十字病院附属上山田診療所閉所。
  - 11月30日 - 南新棟「がん治療センター」完成。
- 2013年（平成25年）
  - 2月1日 - PET-CT導入。
  - 8月 - 手術支援ロボット　ダヴィンチ　導入
- 2014年（平成26年）
  - 4月1日 - 創立110周年を迎える
- 2016年（平成28年）
  - 12月26日 - 「高精度放射線治療センター」を開所[1]
- 2025年頃 - 建物の建て替えを予定

### 旧長野赤十字上山田病院
- 1875年（昭和8年）
  - 5月 - 上山田町が陸軍に敷地、建物を陸軍に献納し、宇都宮衛戍病院上山田転地療養所として発足。
- 1945年（昭和20年）
  - 6月 - 長野陸軍上山田病院と改称。
  - 9月 - 長野陸軍病院に改称。
  - 12月 - 陸軍解体により厚生省へ移管、国立長野病院として発足。
- 1997年（平成9年）
  - 7月1日 - 国立長野病院と国立東信病院の合併により、国立長野病院が発足し、旧国立長野病院の施設を引き継ぎ、長野赤十字上山田病院を開設。
- 1999年（平成11年）
  - 1月4日 - 長野赤十字上山田訪問看護ステーションを開所。
  - 4月1日 - 上山田町委託在宅介護支援センターを開所。
- 2008年（平成20年）
  - 4月1日 - 長野赤十字上山田病院を休止し、長野赤十字病院附属上山田診療所開所。
  - 10月9日 - 長野赤十字病院附属上山田診療所の後継医療法人に医療法人寿光会が選定。
- 2009年（平成21年）
  - 3月31日  - 長野赤十字上山田病院閉院。長野赤十字病院附属上山田診療所閉所。
  - 4月1日 - 長野赤十字病院附属上山田診療所の経営を医療法人寿光会が引き継ぎ長野寿光会上山田診療所を開設。

## 診療科
- 内科
- 精神科
- 神経内科
- 呼吸器科
- 消化器科
- 循環器科
- 総合診療科
- 小児科
- 外科
- 呼吸器外科
- 心臓血管外科
- 整形外科
- 形成外科
- リウマチ科
- 脳神経外科
- 小児外科
- 皮膚科
- 泌尿器科
- 産婦人科
- 眼科
- 耳鼻咽喉科
- リハビリテーション科
- 放射線科
- 歯科口腔外科
- 麻酔科

診療協働部門
- 看護部

付帯施設
- 長野赤十字訪問看護ステーション
- 居宅介護支援事業所長野赤十字病院
- 指定訪問リハビリテーション事業所
- 託児所

## 医療機関の指定等
- 地域医療支援病院
- 地域周産期母子医療センター
- 救命救急センター
- 第二次救急指定医療機関
- 地域がん診療連携拠点病院
- 放射性同位元素等使用許可病院
- 臓器提供施設
- 腎臓移植施設
- 労災保険指定医療機関
- 戦傷病者特別援護法指定医療機関
- 公的医療機関指定病院
- 保険医療指定医療機関
- 精神保健法指定医療機関
- 精神科救急医療施設
- 肝疾患に関する専門医療機関
- 被爆者一般疾病指定医療機関
- 結核予防法指定医療機関
- 覚醒剤施用機関
- 公害医療機関
- 身体障害者福祉法指定医療機関
- 長野県災害拠点病院（地域災害医療センター）
- 長野県基幹災害医療センター
- 災害対策基本法指定機関
- 長野DMAT指定医療機関（長野県災害派遣医療チーム）
- エイズ治療拠点病院
- 不在者投票施設
- 病理解剖指定医療機関（県医師会）
- 母体保護法指定医研修機関（県医師会）
- 優良二日ドック施設（日本病院会）
- 看護師等養成所実習受託病院
- 臨床研修指定病院（医科・歯科）。
- 歯科医師臨床研修指定医療機関
- 重度心身障害者歯科診療施設
- 外科後処置委託医療機関指定病院
- 原子爆弾被爆者指定医療機関
- がん中核病院（長野県）
- 救急告示指定病院
- 生活保護法指定医療機関
- 養育医療機関（長野県）
- 育成医療指定病院（長野県）
- 性病予防代用病院（長野県）
- 心疾患基幹病院（長野県）
- 障害者自立支援法（更生医療）指定医療機関

## 交通アクセス
- 長野赤十字病院
  - 東日本旅客鉄道、長野電鉄、しなの鉄道北しなの線長野駅より約1.8km、アルピコ交通16系統、17系統、21系統（10分）、長電バス81系統（7分）、タクシー（5分）、徒歩約30分。

- 長野赤十字病院附属上山田診療所（旧長野赤十字上山田病院）
  - しなの鉄道しなの鉄道線戸倉駅下車、車で5分。
  - 長野自動車道更埴ICから約20分、上信越自動車道坂城ICから約15分。

## 名誉院長
- 宮崎忠昭 - 元日本病院会副会長、同顧問
- 清澤研道 - 元信州大学医学部附属病院院長、現城西病院院長、相澤病院名誉センター長